# Estatísticas da União Europeia
As estatísticas referentes à União Europeia foram recolhidas através do Eurostat.

## Área e População
| Estado Membro  | População em milhões | População % da UE | Área km2  | Área % da UE | Densidade Populacional Pessoas/km2 |
| -------------- | -------------------- | ----------------- | --------- | ------------ | ---------------------------------- |
| União Europeia | 494.8                | 100%              | 4,422,773 | 100%         | 112                                |
| Áustria        | 8.3                  | 1.7%              | 83,858    | 1.9%         | 99                                 |
| Bélgica        | 10.5                 | 2.1%              | 30,510    | 0.7%         | 344                                |
| Bulgária       | 7.7                  | 1.6%              | 110,912   | 2.5%         | 70                                 |
| Chipre         | 0.8                  | 0.2%              | 9,250     | 0.2%         | 84                                 |
| Chéquia        | 10.3                 | 2.1%              | 78,866    | 1.8%         | 131                                |
| Dinamarca      | 5.4                  | 1.1%              | 43,094    | 1.0%         | 126                                |
| Estónia        | 1.4                  | 0.3%              | 45,226    | 1.0%         | 29                                 |
| Finlândia      | 5.3                  | 1.1%              | 337,030   | 7.6%         | 16                                 |
| França         | 64.1                 | 13.0%             | 543,548   | 14.6%        | 99                                 |
| Alemanha       | 82.3                 | 16.6%             | 357,021   | 8.1%         | 231                                |
| Grécia         | 11.1                 | 2.2%              | 131,940   | 3.0%         | 84                                 |
| Hungria        | 10.1                 | 2.0%              | 93,030    | 2.1%         | 108                                |
| Irlanda        | 4.2                  | 0.8%              | 70,280    | 1.6%         | 60                                 |
| Itália         | 58.8                 | 11.9%             | 301,320   | 6.8%         | 195                                |
| Letónia        | 2.3                  | 0.5%              | 64,589    | 1.5%         | 35                                 |
| Lituânia       | 3.4                  | 0.7%              | 65,200    | 1.5%         | 52                                 |
| Luxemburgo     | 0.5                  | 0.1%              | 2,586     | 0.1%         | 181                                |
| Malta          | 0.4                  | 0.1%              | 316       | 0.0%         | 1,261                              |
| Países Baixos  | 16.4                 | 3.3%              | 41,526    | 0.9%         | 394                                |
| Polónia        | 38.1                 | 7.7%              | 312,685   | 7.1%         | 122                                |
| Portugal       | 10.6                 | 2.1%              | 92,931    | 2.1%         | 114                                |
| Roménia        | 21.6                 | 4.4%              | 238,391   | 5.4%         | 91                                 |
| Espanha        | 44.7                 | 9.0%              | 504,782   | 11.4%        | 87                                 |
| Eslováquia     | 5.4                  | 1.1%              | 48,845    | 1.1%         | 111                                |
| Eslovénia      | 2.0                  | 0.4%              | 20,253    | 0.5%         | 99                                 |
| Suécia         | 9.1                  | 1.8%              | 449,964   | 10.2%        | 20                                 |
| Reino Unido    | 60.7                 | 12.3%             | 244,820   | 5.5%         | 246                                |

## Economia

### Orçamento da UE
| Estado Membro  | Contribuição Total em Euros | Contribuição Total como % total do Orçamento da UE | Despesas Totais year 2006 in Euro | Despesas Totais como % total do Orçamento da UE |
| -------------- | --------------------------- | -------------------------------------------------- | --------------------------------- | ----------------------------------------------- |
| União Europeia | 105 259 468 772             | 100.00%                                            | 106 575 500 000                   | 100.00%                                         |
| Alemanha       | 22 218 438 941              | 21.11%                                             | 12 242 400 000                    | 11.49%                                          |
| França         | 17 303 107 859              | 16.44%                                             | 13 496 200 000                    | 12.66%                                          |
| Itália         | 14 359 479 157              | 13.64%                                             | 10 922 300 000                    | 10.25%                                          |
| Reino Unido    | 13 739 900 046              | 13.05%                                             | 8 294 200 000                     | 7.78%                                           |
| Espanha        | 8 957 286 488               | 8.51%                                              | 12 883 000 000                    | 12.09%                                          |
| Países Baixos  | 5 552 933 781               | 5.28%                                              | 2 190 400 000                     | 2.06%                                           |
| Bélgica        | 4 035 286 807               | 3.83%                                              | 5 625 100 000                     | 5.28%                                           |
| Suécia         | 2 832 862 800               | 2.69%                                              | 1 573 400 000                     | 1.48%                                           |
| Áustria        | 2 308 432 030               | 2.19%                                              | 1 830 100 000                     | 1.72%                                           |
| Dinamarca      | 2 130 860 212               | 2.02%                                              | 1 501 900 000                     | 1.41%                                           |
| Polónia        | 2 099 087 114               | 1.99%                                              | 5 305 600 000                     | 4.98%                                           |
| Grécia         | 1 882 611 879               | 1.79%                                              | 6 833 700 000                     | 6.41%                                           |
| Finlândia      | 1 544 832 284               | 1.47%                                              | 1 280 400 000                     | 1.20%                                           |
| Portugal       | 1 443 049 602               | 1.37%                                              | 3 634 800 000                     | 3.41%                                           |
| Irlanda        | 1 341 281 313               | 1.27%                                              | 2 461 800 000                     | 2.31%                                           |
| Hungria        | 1 003 119 411               | 0.95%                                              | 1 842 200 000                     | 1.73%                                           |
| Chéquia        | 932 392 859                 | 0.89%                                              | 1 330 000 000                     | 1.25%                                           |
| Eslováquia     | 393 148 777                 | 0.37%                                              | 696 200 000                       | 0.65%                                           |
| Eslovénia      | 299 993 572                 | 0.29%                                              | 406 000 000                       | 0.38%                                           |
| Luxemburgo     | 241 439 011                 | 0.23%                                              | 1 194 800 000                     | 1.12%                                           |
| Lituânia       | 221 997 405                 | 0.21%                                              | 799 800 000                       | 0.75%                                           |
| Chipre         | 144 556 416                 | 0.14%                                              | 239 600 000                       | 0.22%                                           |
| Letónia        | 115 205 431                 | 0.11%                                              | 402 600 000                       | 0.24%                                           |
| Estónia        | 100 756 308                 | 0.10%                                              | 300 000 000                       | 0.28%                                           |
| Malta          | 57 409 269                  | 0.05%                                              | 157 000 000                       | 0.14%                                           |
| Bulgária       |                             |                                                    | 360 600 000                       | 0.34%                                           |
| Roménia        |                             |                                                    | 693 100 000                       | 0.65%                                           |